# Министерство финансов Финляндии
Министерство финансов Финляндии отвечает за монетарную политику и все другие вопросы, относящиеся к Министерству финансов. С 20 июня 2023 года министром финансов является Риикка Пурра.
В министерство финансов Финляндии входят два Министра Государственного Совета: министр финансов и министры государственного управления и местного правительства. Согласно официальному описанию:
Министр государственного управления и местного самоуправления Кивиниеми решает вопросы, относящиеся к Отделу государственного управления, отделу кадров, Управлению правительственной информационной группы и Отделу финансовых рынков, но не вопросы, связанные с международными финансовыми учреждениями, за исключением Европейского инвестиционного банка и Северного инвестиционного банка, и не вопросы, связанные с государственным заимствованием и управлением долгом. Министр Кивиниеми также решает вопросы, связанные с таможней, бюджетом Совета ЕС и выполняет функцию правительственного финансового контроллера.
Все остальные вопросы Министерства финансов являются ответственностью министра финансов.